# Cantó de Troyes-7
El cantó de Troyes-7 és un antic cantó francès del departament de l'Aube, situat al districte de Troyes. Té 3 municipis i part del de Troyes. Va existir de 1973 a 2015.

## Municipis
- Bréviandes
- Rosières-près-Troyes
- Saint-Julien-les-Villas
- Troyes (part)

## Història
| Data d'elecció | Identitat      | Partit        | Qualitat |
| -------------- | -------------- | ------------- | -------- |
| 1973-1985      | Bernard Pieds  | PS            |          |
| 1985-1998      | Jacques Rigaud | RPR           |          |
| 1998-2000      | Francis Mielle | Divers droite |          |
| 2000-2004      | France Mielle  | Divers droite |          |
| 2004-2015      | Jacques Rigaud | UMP           |          |

## Demografia
| A partir de 1990: Població sense dobles comptes |